# Jan II van Glymes

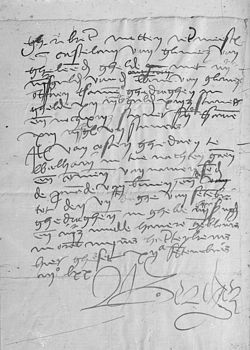
Handschrift Jan II van Glymes

Jan II van Glymes, bijgenaamd Jan metten Lippen (1417 - 1494) was een edelman. Hij was de zoon van Jan I van Glymes en Johanna van Boutersem en als zodanig heer van Bergen op Zoom. In deze stad deed hij in 1440 zijn Blijde Intrede. In 1458 werden het gebied rondom Fijnaart, Heijningen, Standdaarbuiten en Willemstad aan zijn jurisdictie toegevoegd.
Daarnaast vervulde hij hoge diplomatieke functies. In 1459 ging hij als gezant naar paus Pius II voor het voorbereiden van een nieuwe kruistocht, die nooit doorgang heeft gevonden. In 1461 was hij aanwezig bij de kroning van Lodewijk XI van Frankrijk. Maximiliaan van Oostenrijk kwam regelmatig bij hem op bezoek. De humanist Desiderius Erasmus is bij hem in dienst geweest.
Onder zijn bewind werden meerdere gebouwen in Bergen op Zoom gebouwd of uitgebreid, zoals de Sint-Gertrudiskerk en het Markiezenhof. De topgevel kwam in 1496 gereed, de hoektoren in 1497.
Jan II trouwde in 1444 met Margaretha van Rouveroy-Saint Simon. Zij kregen dertien kinderen, van wie er negen volwassen werden.
- Isabella van Glymes (1445-1503)
- Maria van Glymes (1446-1495)
- Philips van Glymes (oudste zoon, 1447 - 1475, overleed in dienst van Karel de Stoute bij het beleg om Neuss)
- Hendrik van Glymes (of Henricus, 1449-1502, bisschop van Kamerijk)
- Johanna van Glymes (1451-1518)
- Jan III van Glymes (of Johannes, 1452-1532, Heer van Bergen op Zoom)
- Anthonie van Glymes (of Antonius, Antoon, 1455-1531, abt van de Abdij van Sint-Truiden en de Sint-Bertijnsabdij in Sint-Omaars)
- Michael van Glymes (1456-1482, sneuvelde in dienst van Lodewijk van Bourbon)
- Cornelis van Glymes (1458-1509, Heer van Grevenbroek en Zevenbergen)
- Leonard van Glymes (1460-1462)
- Jacob van Glymes (1462-1464)
- Margaretha van Glymes (1463-1464)
- Helena van Glymes (1465-1480)

Hij had naar verluidt ook nog 50 buitenechtelijke kinderen van diverse vrouwen. Twee van de vrouwen zijn Mayken Sanders uit Oudenbosch en Janneken van Velp. Van 20 bastaardkinderen zijn de namen bekend, onder wie:
- Kathelijne van Glymes (1450-?, trouwde met Augustijn van den Ende)
- Antonius van Bergen (of Antoon, overleden 17 april 1540, was kapitteldeken, in bezit van Landgoed Goeree)[1][2]
- Dismas van Bergen (1450-?)[3]
- Hubrecht van Glymes (1490-?, schout en drossaard van Wouw)[1][4]